# Anže Kos
Anže Kos, slovenski košarkar, * 11. oktober 1993, Trbovlje.
Kos je 188 cm visok profesionalni igralec košarke, ki igra na poziciji organizatorja igre in branilca.

## Igralna kariera

### Zacetek
Kos je svojo kosarkarsko pot zacel pri 12ih letih v Litiji. Prve korake je naredil pri Kosarkarskemu Klubu Litija pod vodstvom Dzemota Ibise. S prestopom v Ljubljano pri 14ih letih, je Anze nadaljeval svojo kosarkarsko kariero pri Kosarkarskemu Klubu Pingvini - Ljubljana pod taktirko Timota Vranesa, kjer je pri 18ih letih s svojimi dobrimi predstavami zacel kazati svoje kvalitete na parketu.

### Univerza: Zdruzene Drzave Amerike
Leta 2012 se je Anze preselil na Florido v Zdruzene Drzave Amerike, kjer je zaigral na t.i. "Prep School" pod imenom Impact Basketball Academy. Tam je z odlicno igro navdusil trenerja iz Webber University na Floridi, kjer si je prisluzil tudi prvo sportno stipendijo in zacel svojo univerzitetno kosarkarsko pot. Po zakljucku prvega letnika, je pridobil zanimanje tudi iz drugih sol in se tako odlocil nadaljevati svojo kosarkarsko kariero na OLLU, univerzi iz Teksasa. Tam je Anze igral se naslednje dve leti in nato zakljucil svojo studijsko pot na University of Northwestern v Minneapolisu, Minnesota, kjer je diplomiral na podrocju Kineziologije in prvic okusil svet profesionalne kosarke. V t.i. "semi-pro" ligi je bil izbran ko 18ti na naboru Ultimate Hoops lige, kjer je igral v 2016/2017 sezoni.

### Evropa
Prvo leto profesionalne kariere je Anze odigral za Cassen Saint-Geours Basket v Franciji, kjer je bil izbran med najboljsimi posamezniki lige v sezoni 2017/2018. Naslednje leto je zaigral na Svedskem pri ekipi Lulea Steelers iz malega mesteca na severu Svedske. Tu je Anze s svojimi predstavami kazal svoje kvalitete ze od samega zacetka in zakljucil sezono tako med najboljsimi strelci kot tudi najboljsimi podajalci lige. Prvic v karieri mu je uspelo doseci tudi t.i. trojnega dvojcka, s 20 tockami, 11 skoki in 12 podajami. Za tem je prislo prvo leto poskodb, kjer je Anze v sezoni 2019/2020 posledicno zamenjal tri klube, Dublin Lions iz Irske, Felbach Flashers iz Nemcije in Club Baloncesto Puerto de Sagunto iz Spanije, kjer je Anze zaigral samo tri tekme preden je nastopila korona. V naslednji sezoni je v letu 2020/2021 igral v dresu KOS Celovca v Avstriji, kjer je spet blestel kot strelec od dalec, in tudi tu zakljucil sezono med najboljsimi strelci za tri tocke nakar se je spet vrnil na Svedsko in v letu 2021/2022 zaigral za Ockelbo Basket in Trollhattan BBK. Tu je Kos podrl polno rekordov in poleg MVP sezone, postavil tudi svoj najboljsi strelski obracun, ko je na tekmi zadel kar 51 tock.

### Azija
V poletju 2024 se je Anze preizkusil tudi na Azijskem podrocju, kjer je na Kitajskem igral v poletni ligi na turnirjih proti Kitajskim CBA in Ameriskim Pro ekipam. V nekaj vec kot 3 mesecih, je Anze dosegal nekaj manj kot 7 tock in 3 asistence na tekmo.

## Zasebno
Anze je svoje otrostvo prezivel na mali vasici nad Litijo, ki se imenuje Velika Preska. Poleg slovenscine govori se srbo-hrvasko, spansko in anglesko. Danes poleg aktivnega igranja kosarke, gradi tudi svoje podjetje, ki se ukvarja s t.i. "life coachingom" oz. osebnostnim razvojem. Leta 2024 je ustanovil tudi osebno znamko Mister Blackbird, kjer si prizadeva narediti spremembo z dviganjem kvalitete zivljenja pri sebi in drugih ljudeh. Njegovo poslanstvo se cuti tudi v tem. Poleg igranja, pa je Anze obcasno aktiven tudi kot kosarkarski trener.

## Statistika

### Statistika tekem
| Sezona    | Mostvo             | Minute | Tocke | Skoki | Podaje | Ukradene Zoge | Izgubljene Zoga | Blokade | 2PT% | 3PT% | FT%  |
| --------- | ------------------ | ------ | ----- | ----- | ------ | ------------- | --------------- | ------- | ---- | ---- | ---- |
| 2016/2017 | The Griffins       | 28.8   | 13.3  | 5.4   | 2.8    | 1.4           | 1.8             | 0.6     | 40.0 | 32.0 | 77.0 |
| 2017/2018 | CSGB               | 25.0   | 13.7  | 4.2   | 3.2    | 2.3           | 1.4             | 1.0     | 49.0 | 39.0 | 84.0 |
| 2018/2019 | Lulea Steelers BBK | 26.9   | 13.6  | 4.6   | 3.8    | 1.3           | 3.1             | 0.1     | 41.7 | 42.2 | 85.3 |
| 2019/2020 | Dublin Lions BC    | 29.7   | 9.3   | 7.0   | 3.7    | 1.0           | 2.0             | 0.0     | 23.1 | 35.3 | 100  |
| 2019/2020 | Fellbach Flashers  | 18.9   | 5.6   | 3.7   | 1.6    | 0.4           | 2.1             | 0.1     | 30.0 | 28.6 | 100  |
| 2019/2020 | CB Puerto Sagunto  | 14.0   | 5.3   | 3.0   | 0.3    | 0.3           | 1.0             | 0.0     | 33.3 | 28.6 | 66.7 |
| 2020/2021 | KOS Celovec        | 16.3   | 7.8   | 1.5   | 1.6    | 0.8           | 1.4             | 0.2     | 47.8 | 43.1 | 76.9 |
| 2021/2022 | Ockelbo Basket     | 21.0   | 8.5   | 4.0   | 1.0    | 0.0           | 1.0             | 0.0     | 40.0 | 11.1 | 66.7 |
| 2021/2022 | Trollhattan BBK    | 37.7   | 31.8  | 6.4   | 8.7    | 2.9           | 2.4             | 0.6     | 54.7 | 45.3 | 91.5 |
| 2022/2023 | Moycullen BC       | 22.6   | 8.5   | 3.3   | 2.8    | 0.9           | 2.3             | 0.2     | 35.1 | 25.0 | 85.7 |
| 2022/2023 | TNT Towers         | 27.7   | 14.4  | 4.7   | 5.8    | 2.4           | 2.1             | 0.3     | 54.6 | 41.7 | 93.8 |
| 2023/2024 | TNT Towers         | 27.2   | 12.9  | 4.2   | 4.1    | 1.7           | 3.4             | 0.2     | 47.3 | 32.9 | 71.7 |

*Stevilke v statistiki so prikazane kot povprecje na tekmo

## Zunanje Povezave
Anze Kos na Facebook
Anze Kos na Instagram
Anze Kos na LinkedIn
Anze Kos na Eurobasket